# 陸友仁
陆友仁（?—?），字辅之，吴郡人。
其父為一布商。陆友仁好學，长於五言詩，自号研北生。曾被虞集、柯九思推薦，未赴，不久卒。著有《吴中旧事》、《词旨》、《砚史》、《墨史》、《研北雜誌》等。